# Lost Highway (àlbum de Bon Jovi)
Lost Highway és el 10è disc d'estudi de Bon Jovi. És el tercer disc de la banda que aconsegueix posicionar-se com a número 1 en el Billboard Top 200, després de Slippery When Wet i New Jersey.Ha venut aproximadament 5 milions de còpies.

## Llista de cançons
| N. | Títol                                             | Durada |
| -- | ------------------------------------------------- | ------ |
| 1  | Lost Highway                                      | 4:13   |
| 2  | Summertime                                        | 3:17   |
| 3  | (You Want To) Make A Memory                       | 4:36   |
| 4  | Whole Lot Of Leavin'                              | 4:16   |
| 5  | We Got It Going On                                | 4:13   |
| 6  | Any Other Day                                     | 4:01   |
| 7  | Seat Next To You                                  | 4:21   |
| 8  | Everybody's Broken                                | 4:11   |
| 9  | Till We Ain´t Strangers Anymore (amb LeAnn Rimes) | 4:43   |
| 10 | The Last Night                                    | 3:32   |
| 11 | One Step Closer                                   | 3:35   |
| 12 | I Love This Town                                  | 4:36   |

## Vídeos
- (You Want To) Make A Memory
- Lost Highway
- Till We Ain't Strangers Anymore
- Whole Lot Of Leavin'
- I Love This Town

## Guardons
Nominacions
- 2008: Grammy al millor àlbum de pop vocal